# 福克斯萊克 (蒙大拿州)
福克斯萊克（英語：Fox Lake），又名蘭伯特（Lambert），是位於美國蒙大拿州里奇蘭縣的普查規定居民點。

## 歷史
名為蘭伯特的郵局自1914年營運至今。

## 人口
根據2020年美國人口普查的數據，福克斯萊克的面積為14.67平方千米，當中陸地面積為10.81平方千米，而水域面積為3.86平方千米。當地共有人口231人，而人口密度為每平方千米15.75人。